# Toyota T100
Toyota T100 – samochód osobowy typu pick-up produkowany przez japońską firmę Toyota w latach 1993–1998.  Dostępny w wersji 2- (Regular Cab) i 4-drzwiowej (Double Cab / Crewmax). Do napędu użyto benzynowych silników R4 i V6 o pojemności 2,7 - 3,4 l. Moc przenoszona była na oś tylną (opcjonalnie AWD) poprzez 5- manualną bądź 4-biegową automatyczną skrzynię biegów. Samochód został zastąpiony przez model Tundra.

## Wersje silnikowe
- R4 2,7 l 3RZ-FE - 152 KM (112 kW)
- V6 3,0 l 3VZ-E - 152 KM (112 kW)
- V6 3,4 l 5VZ-FE - 193 KM (142 kW)
- V6 3,4 l 5VZ-FE supercharged - 269 KM (198 kW)

## Galeria

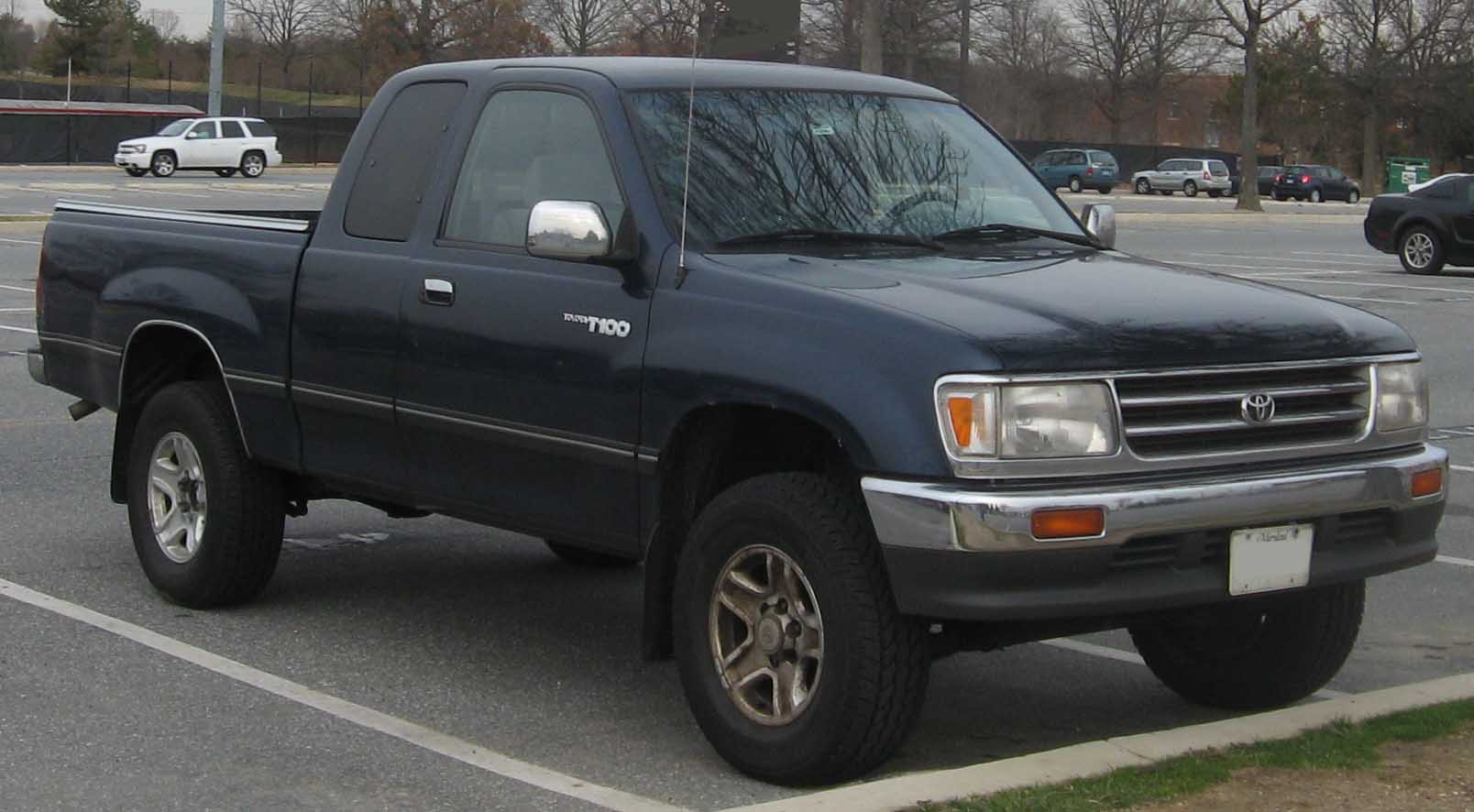
T100 SR5
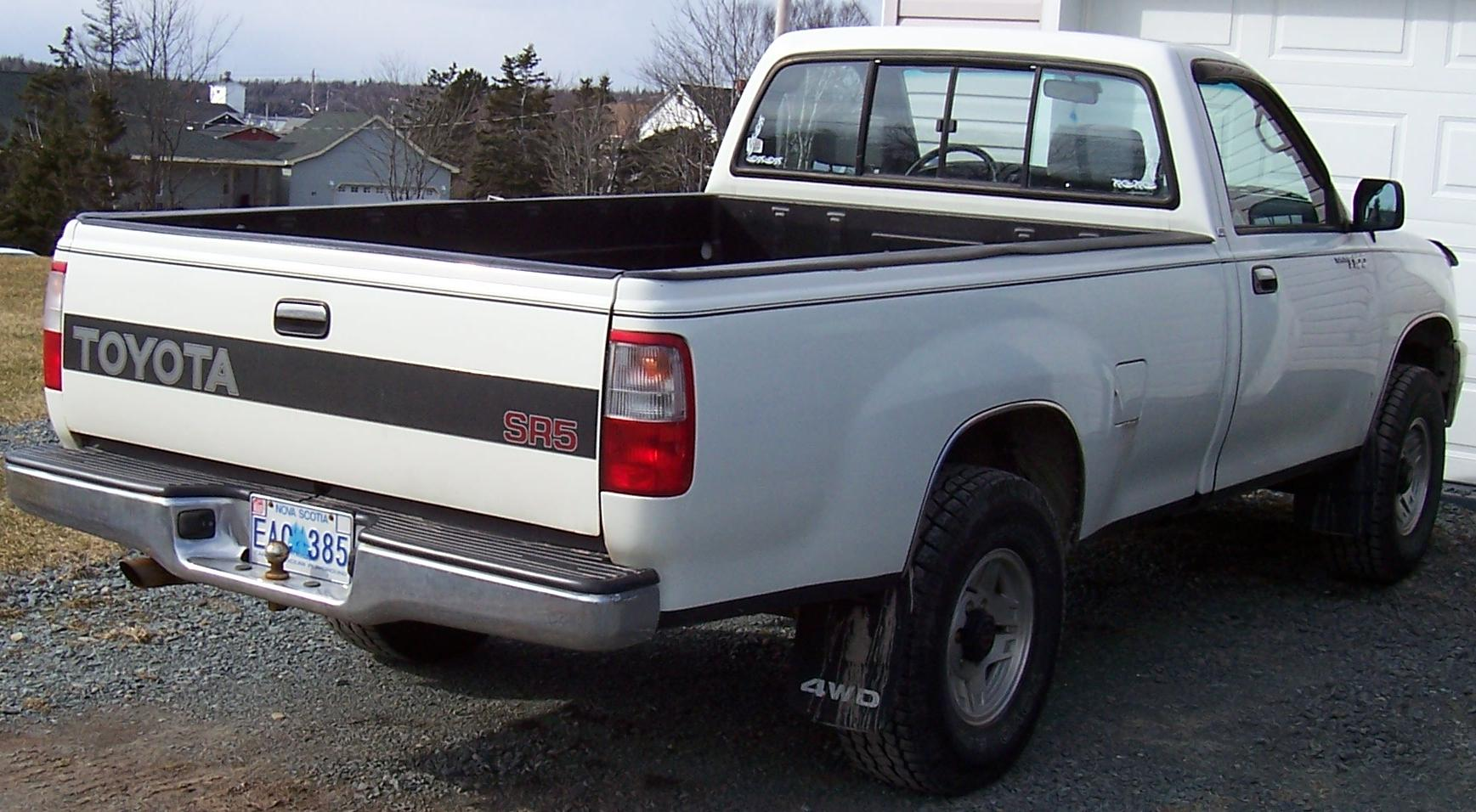
T100 - tył nadwozia
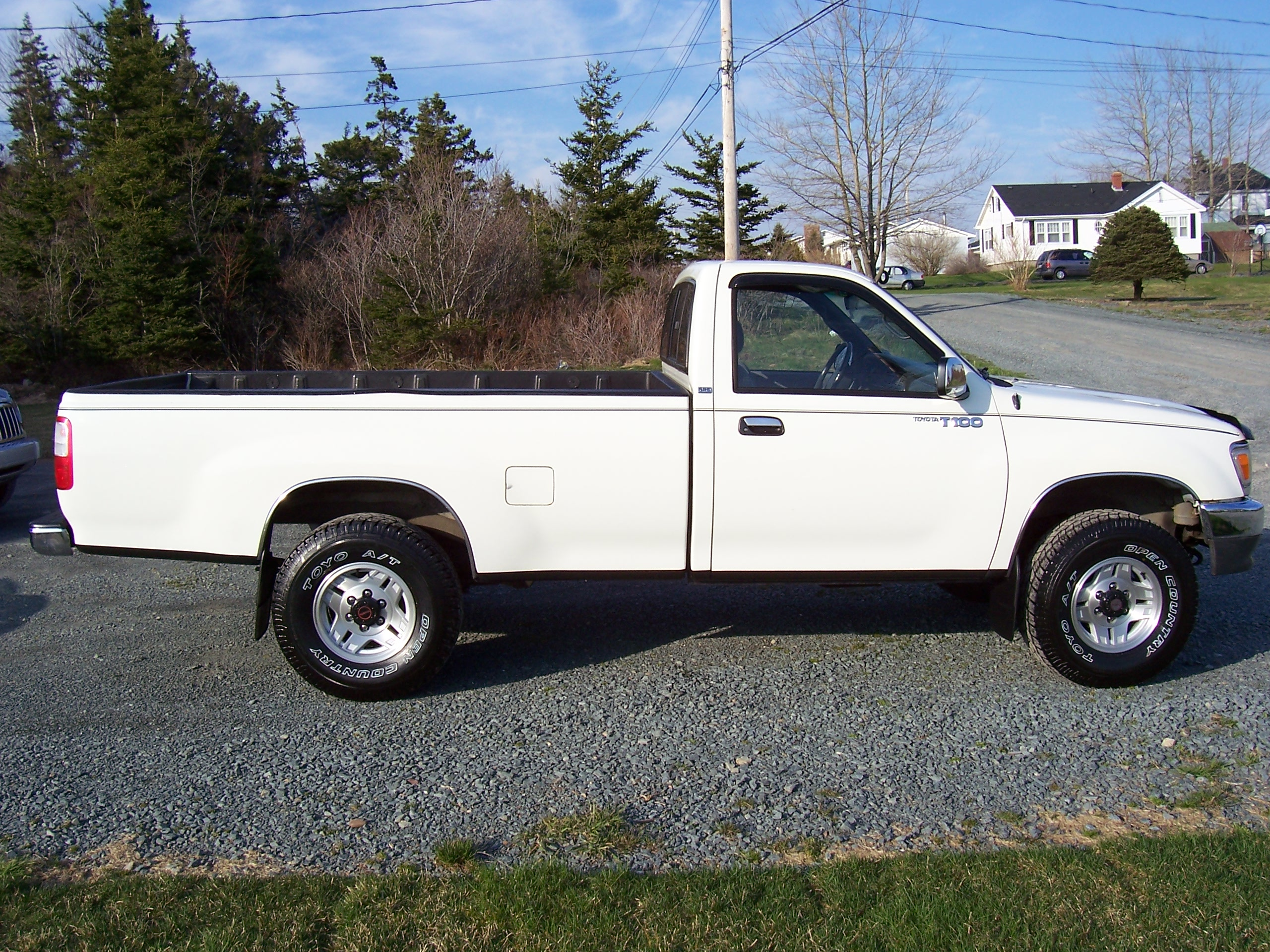
T100 - bok nadwozia
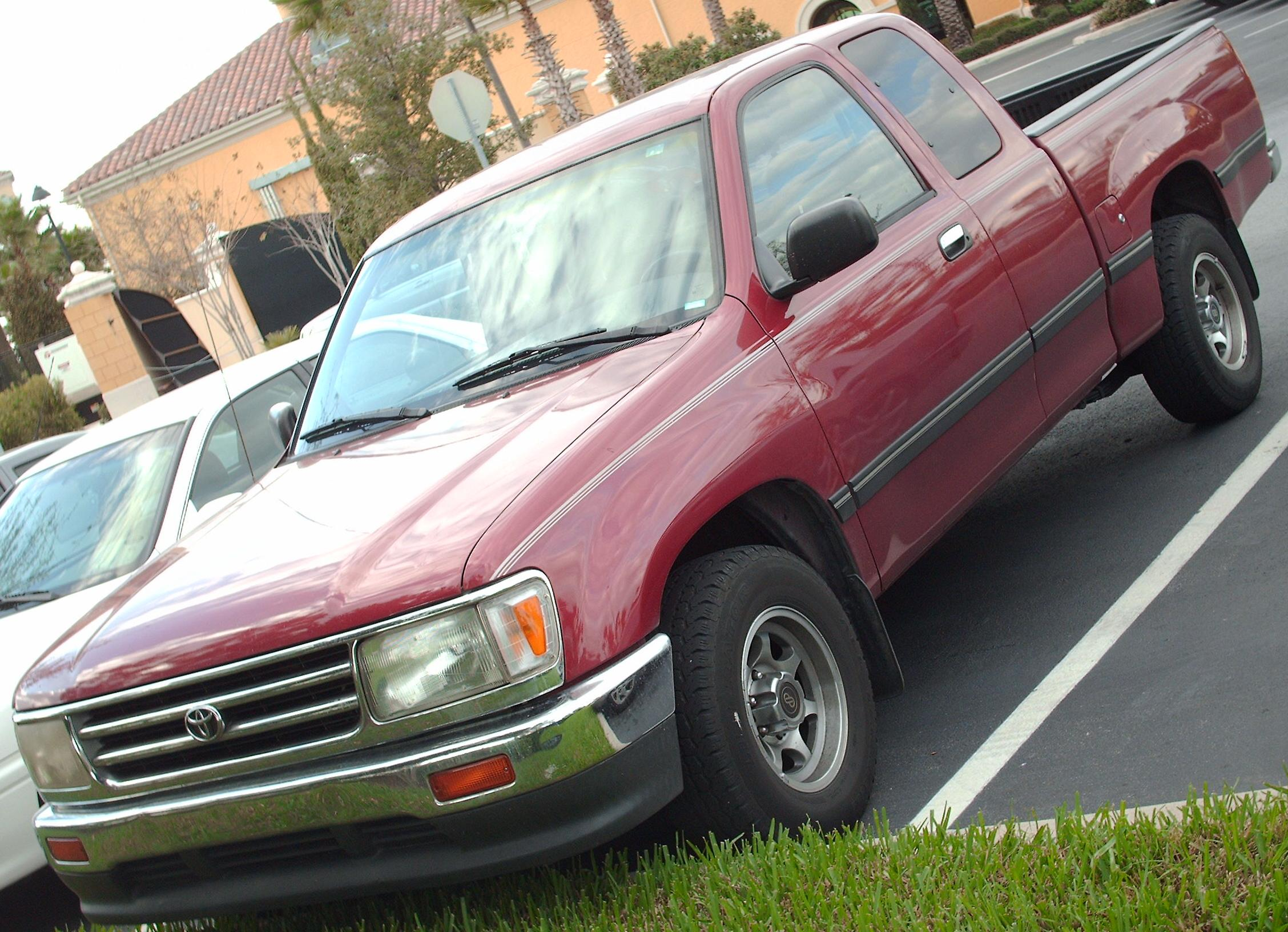
T100